# Ряпосов, Николай Иванович
Николай Иванович Ряпосов (9 (22) мая 1909, Надеждинск — 29 декабря 1991, Москва) — советский военный деятель. Генерал-майор, Герой Советского Союза (1945).

## Биография
Николай Иванович Ряпосов родился 9 (22) мая 1909 года в Надеждинске Верхотурского уезда Пермской губернии (ныне город Серов Свердловской области) в семье рабочего—горнового металлургического завода.
В семилетнем возрасте с родителями переехал в посёлок Климковка Вятской губернии. Окончив там шестилетку, Николай Иванович поступил в школу ФЗУ при Омутнинском металлургическом заводе, там же вступил в комсомол. По окончании школы ФЗУ работал токарем.
В ВКП(б) Ряпосов вступил в 1930 году. Тогда же коллектив завода направляет его на учёбу в металлургический техникум в город Павлов на Оке. Техникум Николай Иванович не окончил, так как в 1931 году был призван в ряды РККА и навсегда связал свою жизнь с армией. В 1932 году Николай Ряпосов закончил Московское артиллерийское училище имени  Л. Б. Красина, а в 1941 году — Военно-политическую академию имени В. И. Ленина.
Перед войной направлен комиссаром в Смоленское артиллерийское училище, вместе с курсантами которого и отправился на фронт.

## Участие вВеликой Отечественной войне
Николай Ряпосов принимал участие в Великой Отечественной войне с июня 1941 года. Воевал на Западном, Калининском, Центральном, 3-м Белорусском фронтах. Принимал активное участие в Московской и Курской битвах, в освобождении Белоруссии, ликвидации Хейльсбергской группировки вермахта, штурме Кёнигсберга, разгроме группы «Земланд». Занимал должности комиссара артиллерийского училища, комиссара 375-й Уральской стрелковой дивизии, начальника политического отдела 31-й армии (с 10 февраля 1943 года по 3 февраля 1945 года), члена Военных советов 2-й гвардейской и 16-й армии (с 1941 по 29 января 1942 и с 17 по 26 августа 1945 года).
За время войны Николай Ряпосов был дважды ранен.
Постановлением Совета Народных Комиссаров СССР от 19 сентября 1944 года полковнику Николаю Ивановичу Ряпосову было присвоено воинское звание «генерал-майор».
Николай Ряпосов во время подготовки наступательных операций РККА с 1944 по 1945 годы и в ходе боевых действий в Белоруссии, Литве, Восточной Пруссии умело проводил в войсках партийно-политическую работу и тем самым воодушевлял солдат на быстрейшее выполнение боевых задач.
Во время освобождения городов Орши, Борисова, Минска, Лиды, Гродно генерал-майор Ряпосов находился на переднем крае фронта.
Указом Президиума Верховного Совета СССР от 19 апреля 1945 года за умело поставленную партийно-политическую работу в войсках, образцовое выполнение боевых заданий командования на фронте борьбы с немецко-фашистскими захватчиками и проявленные при этом мужество и героизм гвардии генерал-майору Николаю Ивановичу Ряпосову присвоено звание Героя Советского Союза с вручением ордена Ленина и медали «Золотая Звезда» № 6185.

### Советско-японская война
Генерал-майор Ряпосов после победы в войне с Германией принимал участие в боевых действиях на Южном Сахалине и Курильских островах, занимая пост члена Военного совета 16-й армии 2-го Дальневосточного фронта.

## Послевоенная карьера
После окончания войн Николай Иванович Ряпосов продолжил службу в армии. В 1949 году закончил Военную академию Генерального штаба. В 1949—1954 годах служил в Румынии, оказывая практическую помощь в организации её вооруженных сил. Затем работал заместителем начальника факультета Академии Генерального штаба.
В 1969 году генерал-майор Ряпосов ушёл в отставку. После отставки жил в Москве и работал в Министерстве цветной металлургии СССР.
Николай Иванович Ряпосов умер 29 декабря 1991 года в Москве.

## Награды
- Медаль «Золотая Звезда»;
- два ордена Ленина;
- четыре ордена Красного Знамени;
- орден Отечественной войны 1-й степени;
- орден Красной Звезды;
- орден «Знак Почета»;
- медали;
- румынский орден «23 августа».

## Память

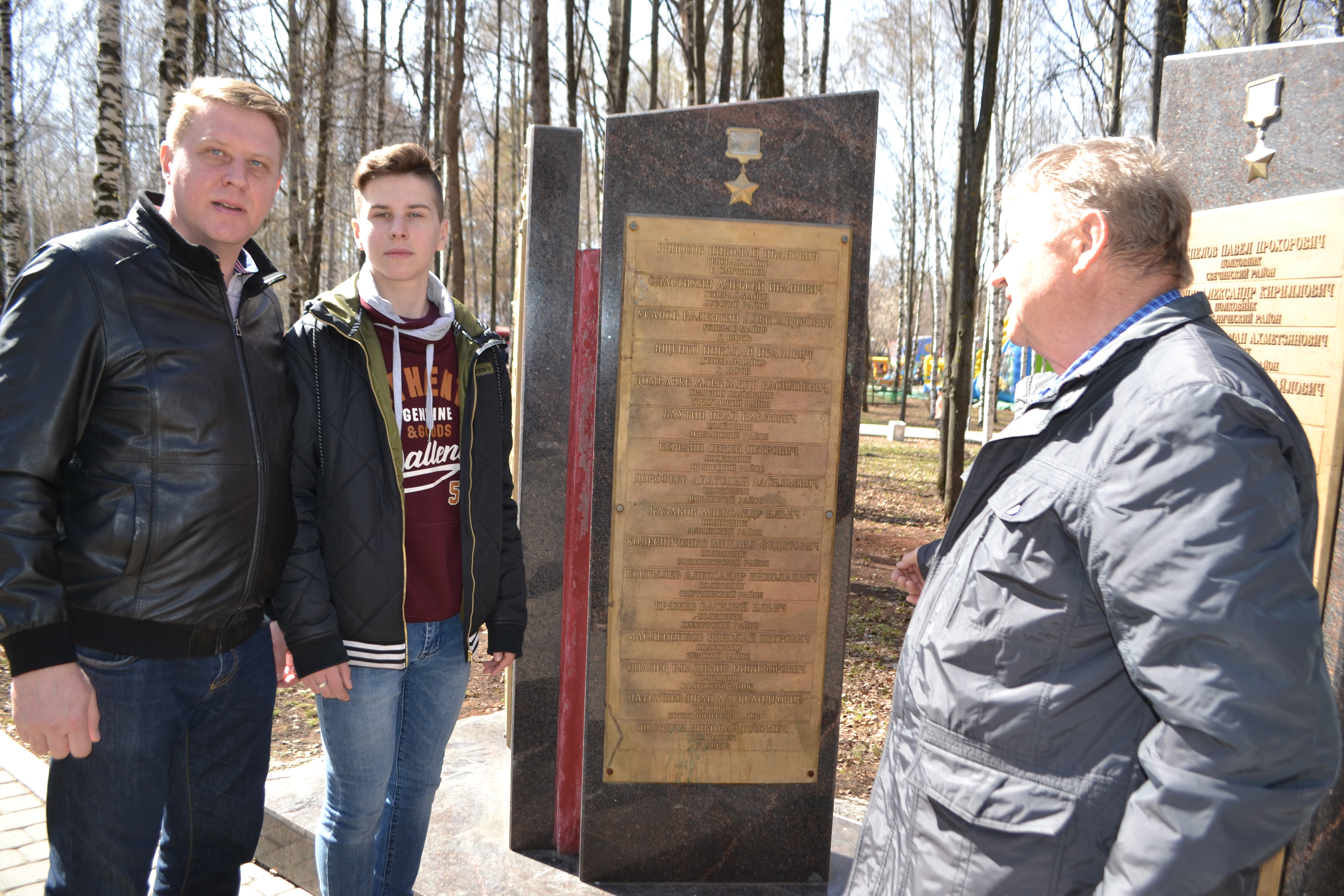
Имя Героя выбито на гранитной стеле на Аллее Славы в парке Победы города Киров

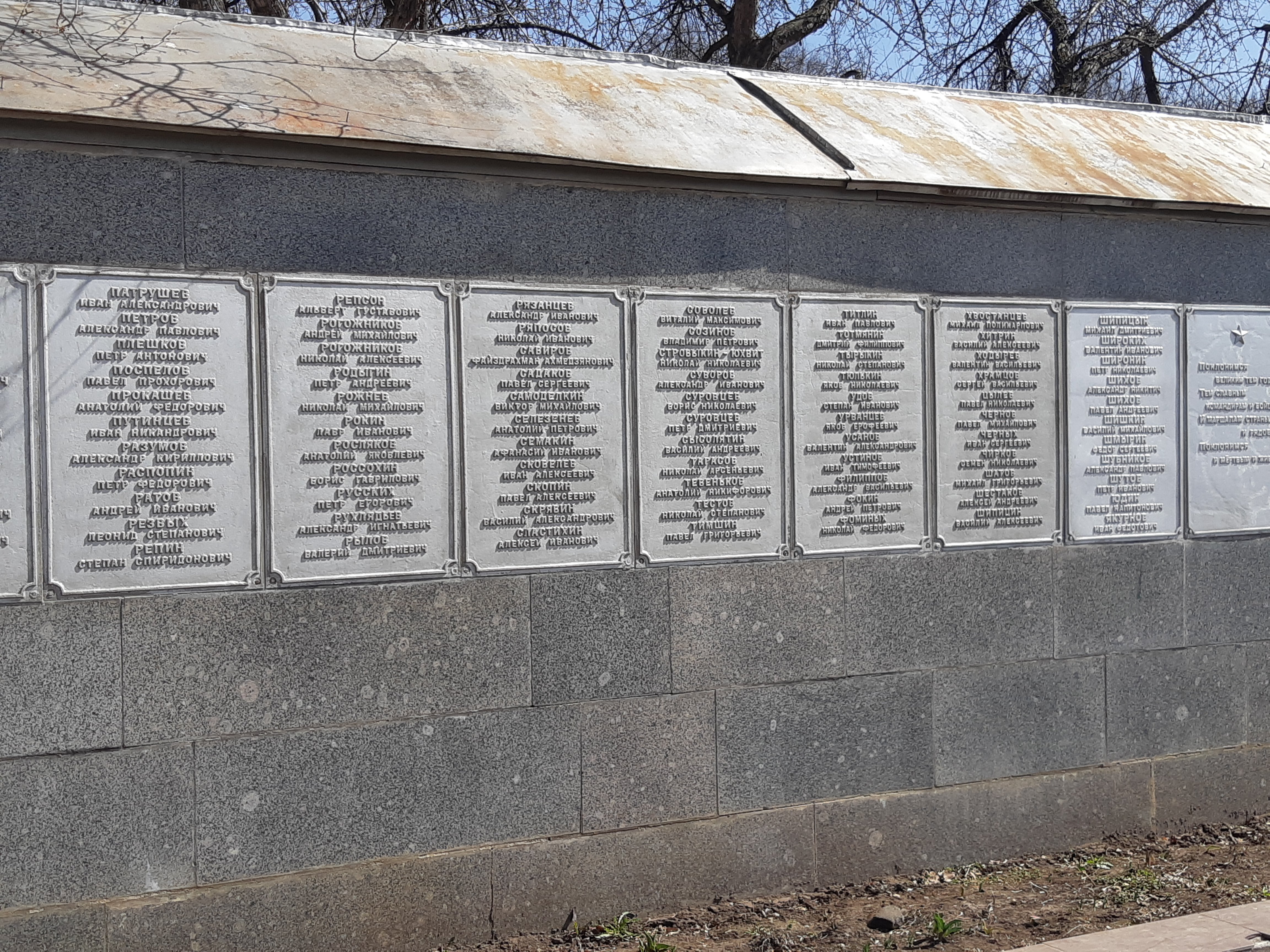
Имя Героя на мемориальной доске в парке г. Кирова

- Имя Героя выбито на гранитной стеле на Аллее Славы в парке Победы города Киров
- Имя Героя Советского Союза увековечено на мемориальной доске в честь кировчан — Героев Советского Союза в парке дворца пионеров города Кирова.
- Имя Героя высечено золотыми буквами в зале Славы Центрального музея Великой Отечественной войны в Парке Победы г. Москвы.